# Antlemon servulum
Antlemon servulum is een muggensoort uit de familie van de Keroplatidae. De wetenschappelijke naam van de soort is voor het eerst geldig gepubliceerd in 1837 door Walker.